# Celtis cerasifera
Celtis cerasifera är en hampväxtart som beskrevs av Camillo Karl Schneider. Celtis cerasifera ingår i släktet Celtis och familjen hampväxter. Inga underarter finns listade i Catalogue of Life.